# کیش‌هایماش
کیش‌هایماش (به مجاری:  Kishajmás) یک منطقهٔ مسکونی در مجارستان است که در ناحیه هدی‌هات واقع شده‌است.